# Cồn Cát Nam
Cồn Cát Nam (tiếng Anh: South Sand; tiếng Trung: 南沙洲; bính âm: Nán shāzhōu, Hán-Việt: Nam sa châu) là một cồn cát thuộc nhóm đảo An Vĩnh của quần đảo Hoàng Sa. Cồn này nằm cách cồn Cát Trung chỉ 200 m về phía nam.
Cồn Cát Nam là đối tượng tranh chấp giữa Việt Nam, Đài Loan và Trung Quốc. Hiện nay, Trung Quốc đang kiểm soát cồn này.

## Đặc điểm
Cồn cát có dạng hình tam giác. Cồn Cát Nam có chiều dài ba cạnh khoảng 350 m, 300 m và 250 m, diện tích khoảng 5,5 ha và cao 4,1 m so với mặt nước biển.